# U 751
U 751  war ein Unterseeboot des Typs VII C der ehemaligen deutschen Kriegsmarine im Zweiten Weltkrieg.

## Geschichte

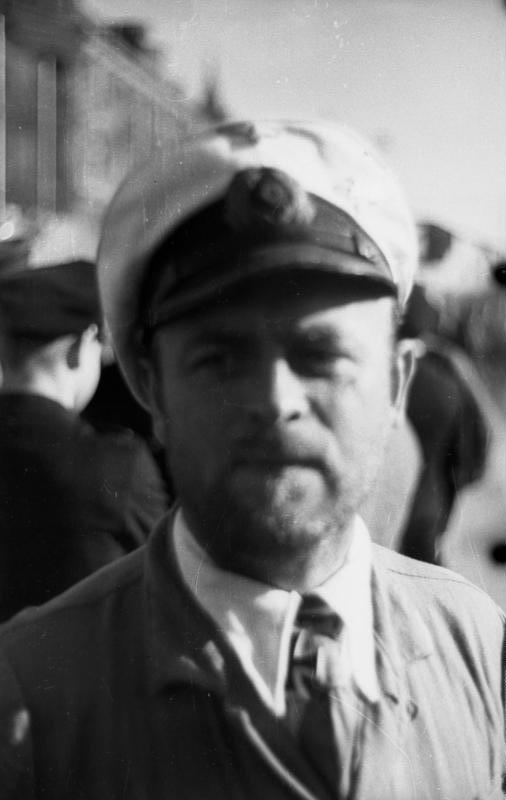
Kapitänleutnant Gerhard Bigalk, aufgenommen in St. Nazaire, 1942

U 751 wurde auf der Kriegsmarinewerft Wilhelmshaven gebaut (Baunummer 134). Kiellegung war am 2. Januar 1940 und der Stapellauf erfolgte am 16. November des gleichen Jahres. Am 31. Januar 1940 wurde das Boot in Dienst gestellt und diente der 7. U-Flottille bis zum 1. Juni 1941 als Ausbildungsboot, bevor es zwei Tage später, am 3. Juni, unter Kapitänleutnant Gerhard Bigalk, die erste von insgesamt sieben Feindfahrten antrat. Der zugehörige Heimathafen war Saint-Nazaire in Frankreich und die Feldpostnummer lautete M 30 807.
Das beidseitig am Turm angebrachte Wappen des Bootes hatte Kommandant Bigalk entworfen. Es zeigte eine gelbe Sonne über blauen Wellen mit aufrecht stehendem Schwert mit gelbem Griff und aufgelegter Glückszahl 13 im heraldischen Wappenschild.

## Unternehmungen

### Erste bis dritte Feindfahrt
Die erste Feindfahrt dauerte viereinhalb Wochen, das Boot sollte im Nordatlantik operieren. Sie begann am 3. Juni in Kiel und endete am 5. Juli 1941 in Saint-Nazaire.
- Am 14. Juni versenkte U 751 das erste Schiff, den britischen Frachter St Lindsay (5.370 BRT) (Lage) mit 3000 Tonnen Fracht und 43 Matrosen.[3]

Auf der zweiten Feindfahrt, vom 2. August bis 8. September, und der dritten, vom 11. Oktober bis 8. November 1941, wurden keine Versenkungen erzielt. Auch hier befand sich das Operationsgebiet im Nordatlantik.

### Vierte Feindfahrt
Die vierte Unternehmung begann zwar am 16. Dezember 1941, das Schiff kehrte aber einen Tag später wieder nach
St. Nazaire zurück. Am 19. Dezember 1941 begann die Feindfahrt im Operationsraum Nordatlantik und westlich von Spanien (Gibraltar-Geleitzug).
- Am 21. Dezember 1941 gelang U 751 die Versenkung des Geleitflugzeugträgers Audacity (11.000 BRT) mit sechs Flugzeugen an Bord. (Lage).[3] Fälschlicherweise nahm die Marine damals mehrere Monate lang an, es handele sich bei dem versenkten Schiff um den Flugzeugträger Unicorn (48 Flugzeuge).[4]

Bei seiner Rückkehr, am 26. Dezember 1941, wurde Kommandant Bigalk für die Versenkung mit dem Eisernen Kreuz 1. Klasse sowie mit dem Ritterkreuz ausgezeichnet.

### Fünfte und sechste Feindfahrt
Auch die beiden folgenden Fahrten vom 14. Januar bis zum 23. Februar und vom 15. April bis zum 15. Juni 1942 verliefen erfolgreich.
- Am 2. Februar beschädigte U 751 den niederländischen Tanker Corilla (8.096 BRT), am 4. und 7. Februar versenkte U 751 zwei britische Frachtschiffe, die Silveray (Lage) mit 4.535 BRT und die Empire Sun (Lage) mit 6.952 BRT.[3]
- Am 16. und 19. Mai 1942 wurden zwei amerikanische Frachter, die Nicarao (1.445 BRT) (Lage) und die Isabela (3.110 BRT) (Lage), versenkt.[3]

### Siebente Feindfahrt
Am 14. Juli 1942 lief U 751 das letzte Mal aus. Das Boot sollte wieder nordwestlich von Kap Ortegal operieren.

## Untergang

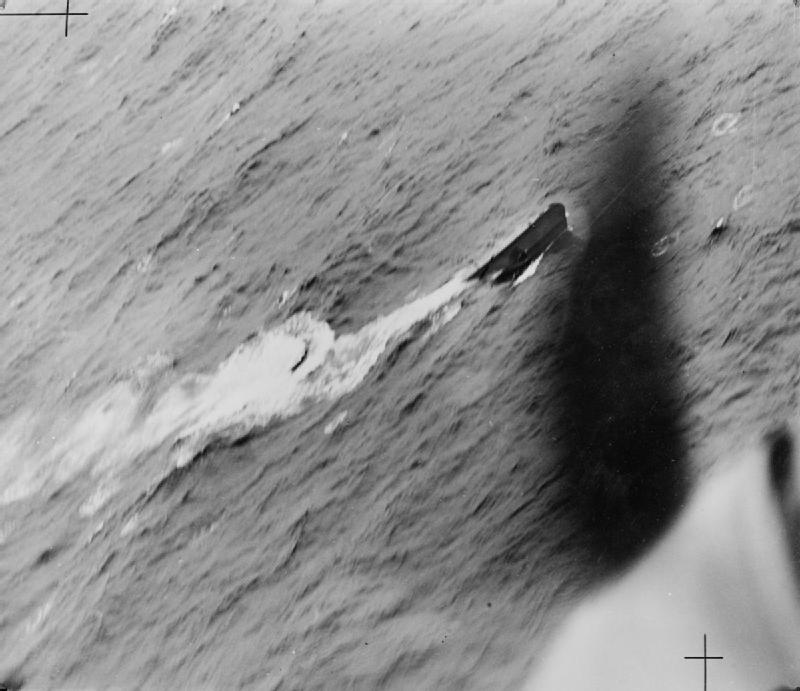
Aus einer britischen Whitley wurde dieses Foto von der manövrierunfähigen U-751 am 17. Juli 1942 kurz vor der Versenkung aufgenommen

Drei Tage nach dem Auslaufen, am 17. Juli 1942, wurde U 751 auf der Position 45° 14′ N, 12° 22′ W ca. 190 Seemeilen (355 km) nordwestlich von Kap Ortegal, Spanien, durch Wasserbomben versenkt, welche von je einem britischen Whitley- und Lancaster-Flugzeug der Sqdn. 61/F und 502/H abgeworfen worden waren. Die gesamte Besatzung von 48 Mann kam dabei ums Leben.

## Ehrung
Der Besatzung von U 751 ist, wie auch allen anderen Toten der deutschen U-Boot-Waffe, eine Bronzetafel am U-Boot-Ehrenmal Möltenort bei Kiel gewidmet, auf der die 48 Namen verzeichnet sind.

## Gedenkbuch
Am 19. Mai 1941 übernahm die westfälische Stadt Herdecke eine Patenschaft für das U-Boot, nachdem bekannt war, dass der Herdecker Soldat Rudolf Demtröder als Obermaschinist zum 30. Juli 1941 auf U 751 versetzt wurde. Die Patenschaft erfolgte in Form einer Entschließung des damaligen Bürgermeister Elsemann. Im Haushalt der Stadt waren 1941 2.500 RM für die Patenschaft veranschlagt.
Anlässlich des Untergangs von U 751 und seiner Mannschaft, im Juli 1942, beschloss Elsemann ein Gedenkbuch herauszugeben, was jedoch aus bislang ungeklärten Gründen nicht erfolgte. Das Material für das Buch wurde 1987 im Stadtarchiv Herdeckes vom damaligen Archivar, Olaf Rose, entdeckt. Rose machte daraus das Buch "U-751 Triumph und Tragödie eines deutschen U-Boots. Ein Gedenkbuch", das 2002, im zur rechtsextremen Verlagsgesellschaft Berg gehörigen Vowinckel-Verlag, erschien.